# Paul, Apôtre du Christ
Pour plus de détails, voir Fiche technique et Distribution.
Paul, Apôtre du Christ (Paul, Apostle of Christ) est un film américain écrit et réalisé par Andrew Hyatt, sorti en 2018.

## Synopsis
Ce film est basé sur l'histoire biblique de Saul de Tarse, juif citoyen romain, devenu Paulus (Paul) après sa conversion, apôtre du Christ, emprisonné au Tullianum par l'empereur Néron alors que Luc l'évangéliste cherche à le rencontrer. Le prisonnier se remémore sa vie, lorsqu'il s'appelait Saul et qu'il persécutait les chrétiens avant de se convertir au christianisme après avoir rencontré Jésus-Christ ressuscité.

## Fiche technique
- Titre original : Paul, Apostle of Christ
- Titre original : Paul, Apôtre du Christ
- Réalisation et scénario : Andrew Hyatt
- Montage : Scott Richter
- Musique : Jan A. P. Kaczmarek
- Photographie : Geraldo Madrazo
- Production : David Zelon et T.J. Berden
- Société de production : Affirm Films et ODB Films
- Société de distribution : Sony Pictures Releasing France (France)
- Budget : 5 millions $
- Pays d'origine : États-Unis
- Langues de tournage : américain et latin
- Genre : biographie historique, Péplum biblique
- Durée : 106 minutes
- Dates de sortie :
  -  États-Unis : 23 mars 2018
  -  France : 2 mai 2018

## Distribution
- James Faulkner (VF : Saïd Amadis) : Paul de Tarse
- Jim Caviezel (VF : Philippe Valmont) : Luc l’évangéliste
- Olivier Martinez (VF : lui-même) : Mauritius, le préfet du Tullianum
- Joanne Whalley (VF : Marie-Laure Dougnac) : Priscille
- John Lynch (VF : Jean Barney) : Aquila
- Noah Huntley (VF : Serge Biavan) : Publius
- Antonia Campbell-Hughes (VF : Audrey Sourdive) : Irenica
- Alexandra Vino (VF : Marie Donnio) : Octavia

## Production

### Bande originale[1]
1. Love Is the Only Way - 3:19
2. Nero’s Rome - 2:33
3. Muke Sneaks Into the City - 1:28
4. The Community - 1:04
5. Mamertine Prison - 0:56
6. An Arrangement - 2:06
7. Jerusalem Violence - 4:30
8. Thorn in the Flesh - 2:20
9. The Hope - 3:43
10. A Blind Love - 1:02
11. Road to Damascus - 1:34
12. Saul’s Transformation - 2:08
13. Separate Paths - 1:36
14. Storming the Prison - 3:02
15. Heavenly Vision - 1:30
16. Mauritius Sacrifices to the Gods - 2:05
17. Luke Heals Celia - 3:30
18. Write it Down - 0:54
19. Exodus - 5:26

## Accueil

### Critiques
Sur le site Rotten Tomatoes, le film détient une cote d'approbation de 46 % basé sur 35 commentaires et une note moyenne de 5,6⁄10. Le consensus critique du site se lit comme suit: "Paul, Apôtre du Christ, prouve qu'il s'agit d'une interprétation bien intentionnée, mais malheureusement diffuse d'une histoire biblique dont les potentialités ne sont jamais à la hauteur de la réalité". Sur Metacritic, le film a un score moyen pondéré de 52⁄100 basé sur 10 critiques, indiquant "des critiques mitigées ou moyennes". Les spectateurs interrogés par CinemaScore ont attribué au film une note moyenne de "A–" sur une échelle de A + à F.

### Box-office
| Pays ou région    | Box-office     | Date d'arrêt du box-office | Nombre de semaines |
| ----------------- | -------------- | -------------------------- | ------------------ |
| États-Unis Canada | 17 560 475 $   | -                          | -                  |
| France            | 40 000 entrées | -                          | -                  |
| Total mondial     | 23 039 243 $   | -                          | -                  |

## Distinctions

### Récompenses
- 27th Annual Movieguide Awards 2019 :
  - Grace Award pour le meilleur film

### Nominations
- GMA Dove Award 2018 :
  - Film inspirant de l'année
- 27th Annual Movieguide Awards 2019 :
  - Meilleur film de famille
  - Prix Epiphanie du film le plus inspirant